# Sacré Charlemagne
Sacré Charlemagne är en låt tolkad av France Gall med musik av Georges Liferman och text av Robert Gall, utgiven 1964.